# Sakina Alieva
Sakina Alieva (în azeră Səkinə Abbas qızı Əliyeva, în rusă Алиева, Сакина Аббас кызы; n. 15 aprilie 1925, Naxçıvan, Nahicevanskaia Avtonomnaia Sovetskaia Soțialisticeskaia Respublika, Republica Sovietică Socialistă Azerbaidjană – d. 6 octombrie 2010, Bakı, Azerbaidjan) a fost un om politic azero-sovietic. Începând din 1951 a ocupat diferite posturi în cadrul Comitetului Regional Nahicevan al Partidului Comunist din Azerbaidjan. În 1963 a fost aleasă președinte al Prezidiului Sovietului Suprem al Republicii Autonome Sovietice Socialiste Nahicevan și a îndeplinit această funcție până în 1990. În ianuarie 1990, odată cu destrămarea Uniunii Sovietice, Alieva a semnat declarația de secesiune a RASS Nahicevan de URSS, în semn de protest față de acțiunile sovietice de reprimare a mișcării de eliberare națională a Azerbaidjanului (cunoscute sub numele de „Ianuarie negru”). În timpul mandatului ei, i s-au acordat mai multe distincții, printre care Ordinul Revoluției din Octombrie, Ordinul Steagul Roșu al Muncii și o diplomă onorifică de merit din partea Prezidiului Sovietului Suprem al Republicii Autonome Sovietice Socialiste Nahicevan.

## Biografie

### Tinerețea
Sakina Alieva, pe numele întreg Sakina Abbas qızı Aliyeva, adică Sakina, fiica lui Abbas Aliyev, s-a născut pe 15 aprilie 1925 în orașul Nahicevan din Republica Autonomă Sovietică Socialistă Nahicevan, care făcea parte din Republica Sovietică Socialistă Azerbaidjană, ca fiică a lui Almaz și Abbas Aliev. Tatăl ei era muncitor, iar mama ei i-a crescut pe cei trei copii ai cuplului - două fiice și un fiu. Sakina a absolvit Institutul Pedagogic din Nahicevan în 1945 și a urmat apoi studii la Facultatea de Filologie a Universității de Stat din Baku (1953-1958). În paralel, a absolvit cursurile Școlii Superioare de Partid. În anul 1945 a devenit membru al Partidului Comunist din RSS Azerbaidjan.

### Cariera politică
După absolvirea studiilor, Alieva a fost angajată la Comitetul de Statistică, unde a lucrat până în 1951, când a fost promovată în cadrul organelor Agitprop. În perioada 1951-1958 a lucrat în departamentul de propagandă al Comitetului Regional Nahicevan al Partidului Comunist al Azerbaidjanului mai întâi ca instructor, apoi în posturi de conducere și în cele din urmă ca șefă a grupului de agitatori. După absolvirea universității, a lucrat o perioadă ca profesor în satul Gahab din regiunea Nahicevan. În perioada 1958-1961 a fost ministru al educației din Republica Autonomă Sovietică Socialistă Nahicevan, iar în 1961 a fost promovată în funcția de secretar al Comitetului Regional Nahicevan al Partidului Comunist din Azerbaidjan, ocupând această funcție timp de doi ani.
În 1963 Alieva a fost aleasă deputat în Sovietul Suprem al RSS Azerbaidjan din partea Republicii Autonome Nahicevan. În același an a fost aleasă în funcția de președinte al Prezidiului Sovietului Suprem al RSS Autonome Nahicevan, rămânând în această funcție până în martie 1990. În 1964 Alieva a devenit simultan vicepreședinte al Prezidiului Sovietului Suprem al RSS Azerbaidjan. În perioada mandatului său a depus eforturi pentru îmbunătățirea statutului femeilor și pentru participarea activă a femeilor în politica azeră. Simultan ea și-a concentrat atenția asupra problemelor socio-economice din Nahicevan: a implementat programe pentru creșterea nivelului de trai și a protecției sociale a populației republicii autonome. În anii 1970 și 1980 a primit mai multe distincții, printre care Ordinul Revoluției din Octombrie, Ordinul Steagul Roșu al Muncii și o diplomă onorifică de merit din partea Prezidiului Sovietului Suprem al Republicii Autonome Sovietice Socialiste Nahicevan.
În 1986, odată cu promovarea politicii Glasnost de către secretarul general al PCUS Mihail Gorbaciov, tensiunile etnice dintre azeri și armeni, care mocneau de zeci de ani, au reapărut atunci când separatiștii din provincia Karabah au sesizat o oportunitate de reorganizare a regiunii și au declanșat mișcarea de desprindere de Azerbaidjan. Organizând o serie de demonstrații și atacuri etnice, separatiștii au susținut intrarea sub administrație armeană a regiunii Nagorno-Karabah, care se afla în interiorul granițelor Azerbaidjanului. În Azerbaidjan a apărut o organizație similară intitulată Frontul Popular, care milita activ pentru suveranitatea poporului azer. Răspunsul inițial al autorităților sovietice a fost sprijinirea administrației azere, deoarece aceasta părea mai loială statului sovietic. Odată cu destrămarea Uniunii Sovietice, autoritățile sovietice au ajuns să creadă că sprijinirea Armeniei în conflictul armeano-azer va permite menținerea unei influențe în regiunea caucaziană pe termen mai lung. Autoritățile sovietice au declarat starea de urgență în RSS Azerbaidjan și au ordonat trupelor sovietice să pătrundă în orașul Baku la 20 ianuarie 1990, cu intenția de a reprima mișcarea de independență azeră.
În semn de protest față de acțiunile sovietice de reprimare a mișcării naționale de eliberare a Azerbaidjanului (cunoscute sub numele de „Ianuarie Negru”) și de sprijinirea intervenției sovietice de către Armenia, Sakina Alieva a convocat o sesiune de urgență a Sovietului Suprem al RSSA Nahicevan. După ce au dezbătut chestiunea legalității secesiunii RASS Nahicevan de URSS în temeiul articolului 81 din Constituția sovietică, deputații au pregătit o declarație de independență. Sakina Alieva a semnat prima proclamare a secesiunii unui teritoriu al URSS și a prezentat declarația de independență într-o emisiune de televiziune. Ea a fost forțată să demisioneze din funcție în martie 1990 și a fost înlocuită cu Afiyaddin Jalilov, care a denunțat rapid declarația de independență, susținând că Alieva a semnat acea proclamație la presiunea unor persoane înarmate. Scriitoarea azeră Farida Laman a scris în 2003 o biografie a Sakinei Alievam intitulată Azadlıq carçısı („Vestitoarea libertății”).

### Moartea ei și moștenirea lăsată
Sakina Alieva a murit în 2010. La câteva luni după moartea ei, producătorul Beyugaga Mamedov de la studioul de film „Salname” a lansat un film despre viața ei intitulat Очень любим вас („Te iubim foarte mult”). În 2015, un eveniment organizat la hotelul Tabriz din Nahicevan i-a adus un omagiu Sakinei Alieva, cu ocazia aniversării a 90 de ani de la nașterea ei.